# Real Colegio de Doncellas Nobles
El Colegio de Doncellas Nobles es un edificio de la ciudad española de Toledo, ocupado antiguamente por la institución homónima. Cuenta con el estatus de bien de interés cultural.
Actualmente el edificio está abierto parcialmente a la visita turística gestionada por la Archidiócesis de Toledo. 

## Historia
La institución fue fundada en el año 1551 por el arzobispo de Toledo y cardenal Juan Martínez Silíceo. Fue copatronazgo del arzobispo y del rey Felipe II, que tenía como objetivo la educación de jóvenes para ser buenas madres de familia. Procedían de familias humildes (a propuesta del arzobispo) y otras procedentes de familias nobles procedentes de toda Europa (a propuesta del rey)[cita requerida]. Está incluido en la lista de Reales Sitios de Patrimonio Nacional.
Funcionó con el estatuto original hasta que en 1990 el colegio se convirtió en residencia Universitaria. Desde 2016 está abierto a visitas turísticas, gracias a un acuerdo entre Patrimonio Nacional y el Arzobispado de Toledo.
El edificio del colegio sigue ocupando el emplazamiento original de una de las casas, que para tal fin fueron adquiridas a Diego Hurtado de Mendoza y de la Cerda, príncipe Mélito. En el siglo XVII el edificio sufrió restauraciones, y a finales del XVIII se realizaron nuevas obras, costeadas por el cardenal Lorenzana y dirigidas por Ventura Rodríguez, quien respetó las características originales de la construcción del siglo XVI: una estructura organizada en torno a un patio adintelado con columnas de granito [cita requerida], dos salones alargados, situados en los lados opuestos del patio, y unas amplias escaleras de paso al piso superior.
Cuando el colegio necesitó ampliar su construcción, siendo entonces su director Luis Fernández de Lara, se pensó en un solar próximo propiedad del Colegio, donde existían dos antiguas viviendas. Comunicado con el edificio existente y en dicho solar se construye, entre 1900 y 1903, un edificio diseñado por el arquitecto Santiago Castellanos.

## Descripción
Se trata de un edificio de planta cuadrada con esquinas en chaflán, jardín trasero y patio interior. En alguno de sus puntos tiene cuatro plantas.
Todo el edificio descansa sobre un basamento de piedra granítica que sirve de base a los lienzos de ladrillo. Los vanos exteriores guardan una composición simétrica y se repiten con cierta equidistancia y ritmo. Son adintelados y están protegidos con rejas. Entre ellos destacan las múltiples combinaciones geométricas de los ladrillos, que se convierten en la base de la decoración. Se introducen líneas horizontales compuestas por azulejos de cerámica decorada.
El edificio tiene en sus tratamientos un carácter historicista neomudéjar. Constructivamente está realizado con estructura metálica, que se hace patente en elementos singulares, como el pasaje elevado que comunica el edificio primitivo con esta ampliación, donde se evidencia la estructura roblonada. Estas soluciones se destacan también en las galerías cubiertas del patio interior.
La fachada principal, orientada a mediodía, tiene dos portadas, una de entrada al colegio y la otra que da paso a la iglesia. La primera es de orden dórico, en sillería, con escudo real, y otro con las armas del fundador. La segunda posee dos cuerpos: El inferior, con un vano de medio punto enmarcado por cuatro pilastras en orden dórico, y sobre el que se ve un escudo con armas del Cardenal Silíceo. Ambas portadas son barrocas clasicistas.
En el lugar del antiguo salón principal, actualmente se encuentra la iglesia-capilla del colegio. Consta de una nave cubierta con bóveda de cañón con lunetos, crucero sobre pechinas y testero plano. Tiene un retablo principal con lienzo de la Virgen de los Remedios, titular del colegio. A los lados de la nave retablos barrocos, con la Virgen del Pozo y San Jerónimo. Al pie de la iglesia se encuentra el coro de capellanes y en el piso superior, guardado con reja, el coro de colegialas, con bóveda de aristas. Alberga una serie de pinturas de José Muriel Alcalá. En el centro de la capilla se encuentra el sepulcro del cardenal Silíceo realizado por Ricardo Bellver en 1890

## Galería de imágenes

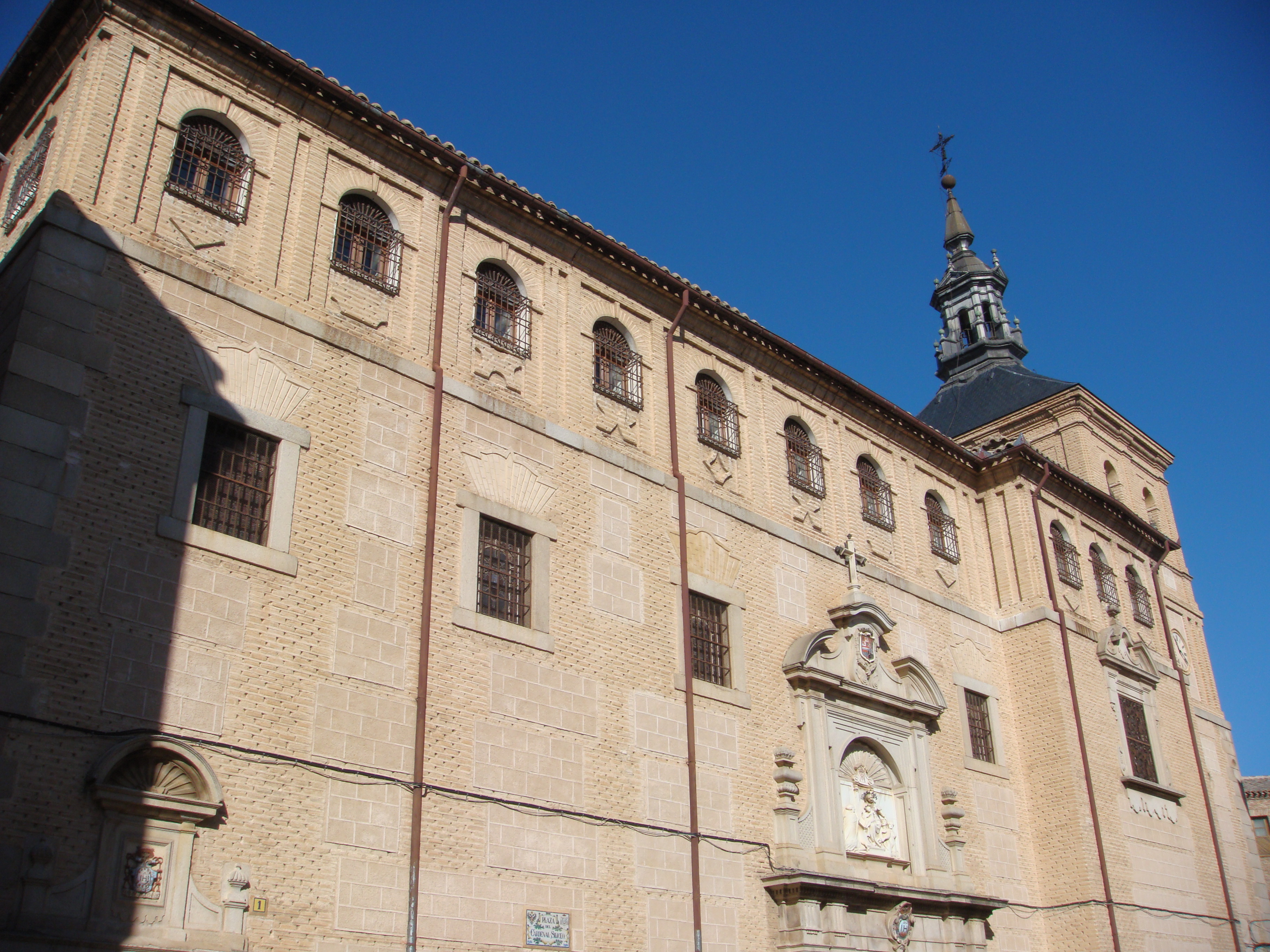
Fachada principal
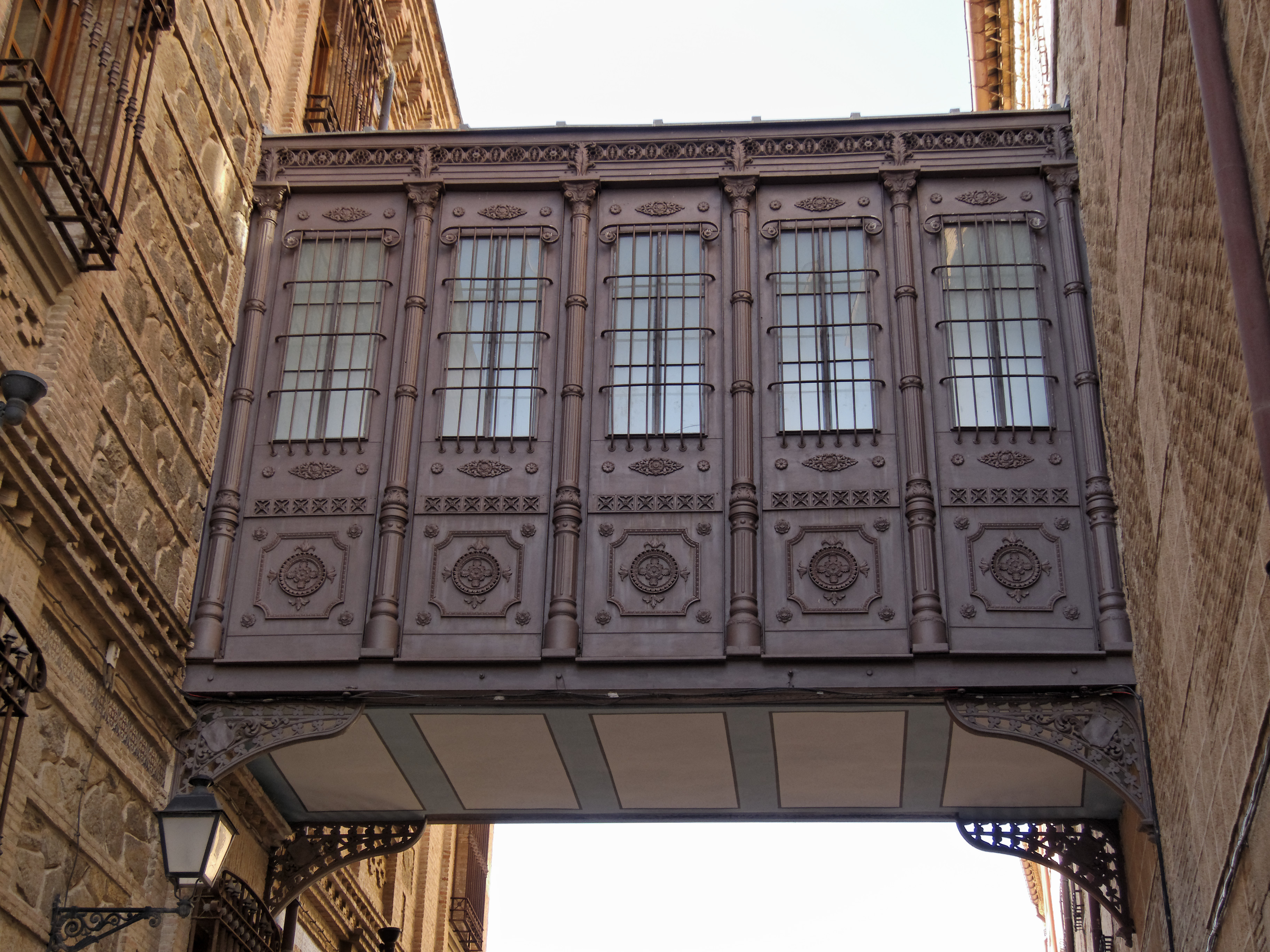
Pasadizo metálico que comunica el edificio primitivo con la ampliación iniciada en 1900